# Marie Huot
Marie Huot (28. června 1846 Yonne – 13. dubna 1930 Paříž) byla francouzská básnířka, spisovatelka, novinářka, feministka a aktivistka za práva zvířat.

## Životopis
Marie Huot se narozena v roce 1846 jako Mathilde Marie Constance Ménétrier. V roce 1869 si vzala Anatola Théodora Marie Huota, vydavatele levicového pařížského magazínu, L'Encyclopédie Contemporaine Illustrée (tj. Ilustrovaná současná encyklopedie). Byla blízkou přítelkyní švédského malíře Ivana Aguéliho.
Byla tajemnicí Lidové ligy proti vivisekci (Ligue populaire contre l'abus de la vivisection), založené v roce 1882. Pevně se stavěla proti různým formám týrání zvířat, především proti vivisekci a koridě.
Marie Huot proslula zejména díky svým rázným aktivistickým činům: V roce 1883 v Collège de France, napadla slunečníkem mauricijského vědce Charles-Édouarda Brown-Séquarda během vivisekce opice bez anestezie. V roce 1886 přerušila přednášku Louise Pasteura na Sorbonské univerzitě o léčbě vztekliny, protože tato léčba zahrnovala pokusy na zvířatech (na psech a králících), ale především proto, že zahrnovala pokusy na lidech, které měly za následek úmrtí lidí na vzteklinu. Lousi Pasteurovi také psala dopisy, ve kterých vyjadřovala svůj nesouhlas s jeho pokusy na zvířatech a pochybnosti o účinnosti jeho léčby. V jednom z dopisů navrhla, že se společně se svým synem nechá dobrovolně kousnout zvířetem se vzteklinou.  V rámci hnutí proti koridě pomohla svému švédskému příteli Ivanu Aguélimu v ozbrojeném útoku proti dvěma matadorům v Deuili v pařížském regionu.
Marie Huot byla radikální neo-malthusiankou, její myšlenky ovšem sahaly nad rámec neo-malthusiánství, neboť nezastávala pouhé omezení porodnosti, ale její úplné ukončení. Věřila, že život je sám o sobě špatný, a že nicota je ideálním stavem. Ve svém článku Maternités (Mateřství) v anarchistickém magazínu L'Endehors v roce 1892 použila termín „stávka lůna“ (francouzsky „la grève des ventres“), který se stal sloganem hnutí neo-malthusiánů a inspiroval i název dnešního hnutí Birth Strike. Dne 2. října 1892 zorganizovala první veřejnou přednášku propagující úplné zastavení plození dětí v Salle de Société de géographie v Paříži. V rámci této přednášky, jejíž text vyšel v roce 1909 pod názvem Le mal de vivre (tj. Bolest žití), Huot propaguje dobrovolné vymizení lidstva skrze odmítnutí mít děti, a to ze soucitu se strastmi lidstva stejně jako s těmi, které způsobuje ostatním zvířatům. Byla tak podle dosavadních poznatků asi první historickou postavou, která představila explicitní antinatalistické myšlenky široké veřejnosti (popsáno Francisem Ronsinem v knize La grève des ventres (tj. Stávka lůna) v roce 1980).
| „                             | Ať už je jakýkoliv ten pocit, který poslouchají ti, kteří plodí děti, od chvíle, kdy konají s vědomím skutečností, vědomi si toho, že vytváří organismus schopný bolesti, duši schopnou nespokojenosti, zlomyslnou bytost, která je jak obětí, tak mučitelem, jsou pachateli, a dítě má právo považovat svého otce a svou matku prostě a jednoduše za vrahy. Ano, vrahy!... Neboť ten, kdo dává život, dává smrt. | “ |
| — Marie Huot, Le mal de vivre | |   |

O Marie Huot se zmiňuje francouzský spisovatel Paul Léautaud ve svém deníku Journal Littéraire, ve kterém dlouhá léta popisuje dění ve svém životě. Krátce v něm píše o jejích posledních dnech – „Huot zemřela v nemocnici Charité, včera v neděli, kolem půl sedmé hodiny večerní, po tří nebo čtyřdenní bolesti“.

## Literární díla
Články
- Maternités (tj. Mateřství), L'Endehors, 1892, 20. listopadu 1892

- Le Droit des Animaux (tj. Právo zvířat), La Revue socialiste, č. 6, 1887, str. 47–56

Knihy
- Missel de Notre-Dame des Solitudes, Paříž, Sansot, 1908 (Předmluvu napsala Rachilde).
- Le mal de vivre (tj. Bolest žití), Paříž, Génération Consciente, 1909 (číst on-line (francouzsky)) Archivováno 5. 6. 2015 na Wayback Machine.